# 명탐정 코난: 칠흑의 추적자
《명탐정 코난: 칠흑의 추적자》(일본어: 名探偵コナン 漆黒の追跡者)는 2009년 4월 18일에 개봉한 만화 · 텔레비전 애니메이션 명탐정 코난의 13번째 극장판이다. 예고편이나 공식 사이트에서는 불길한 숫자 13을 강조한다.
대한민국에서는 2009 부천국제판타스틱영화제에서 처음으로 상영 되었으며, 7월 30일에는 일반 극장에도 개봉했다.

## 개요
간토권내에서 일어나 광역 연속 살인 사건의 현장에는 알파벳으로 새겨진 마작패가 남겨져 있었다. 현장에 남겨진 마작패에 새겨진 알파벳의 의미는 무엇이며 간토 권역의 광역 연속 살인 사건을 일으킨 범인은 과연 누구인가...
경시청은 주변 현경의 형사들을 모아 수사회의를 여는데, 특별 고문으로 모리 코고로 (유명한)가 초대된다. 수사 회의 직후, 회의에 참여했던 한 형사가 진의 차와 같은 포르쉐 356A에 타는 걸 코난이 목격하고... 그 후, 코난은 위험을 무릅쓰고 검은 조직을 추적하기 위한 단독수사를 시작한다.
한편, 용의자 중 한 명이 베이카 마을에서 발견됐다는 정보를 입수하고 현장에 급히 나온 형사들, 거기에는 검은 조직의 스나이퍼 코른의 모습이 보였다. 게다가 테이탄 고등학교와 테이탄 초등학교에서 신이치 (남도일)와 코난의 지문이 묻은 물건을 조직의 새로운 멤버 아이리시에 의해서 도둑맞는다.
그리고 새롭게 일어난 제7의 사건을 토대로 연속살인의 미궁을 밝혀내서 코난(남도일)은 검은 조직과 대치하는데... 코난의 정체가 검은 조직에…. 목숨이 걸리고 정체까지 드러난 코난의 운명은 어떻게 될까? 주위 지인들의 생명은 과연 어떻게 될까?

## 등장인물

### 주요 등장인물

#### 주요 사건 관계자들
- 에도가와 코난 (코난)
  -  일본어판 성우 : 타카야마 미나미
  -  한국어판 성우 : 김선혜
- 쿠도 신이치 (남도일)
  -  일본어판 성우 : 야마구치 캇페이
  -  한국어판 성우 : 강수진
- 모리 란 (유미란)
  -  일본어판 성우 : 야마자키 와카나
  -  한국어판 성우 : 이현진
- 모리 코고로 (유명한)
  -  일본어판 성우 : 카미야 아키라
  -  한국어판 성우 : 이정구
- 하이바라 아이 (홍장미)
  -  일본어판 성우 : 하야시바라 메구미
  -  한국어판 성우 : 우정신
- 코지마 겐타 (고뭉치)
  -  일본어판 성우 : 타카기 와타루
  -  한국어판 성우 : 한인숙
- 츠부라야 미츠히코 (박세모)
  -  일본어판 성우 : 오타니 이쿠에
  -  한국어판 성우 : 정선혜
- 요시다 아유미 (한아름)
  -  일본어판 성우 : 이와이 유키코
  -  한국어판 성우 : 박리나
- 핫토리 헤이지 (하인성)
  -  일본어판 성우 : 호리카와 료
  -  한국어판 성우 : 최재호
- 토야마 카즈하 (서가영)
  -  일본어판 성우 : 미야무라 유우코
  -  한국어판 성우 : 한신정
- 스즈키 소노코 (정보라)
  -  일본어판 성우 : 마츠이 나오코
  -  한국어판 성우 : 이용신
- 아가사 박사 (브라운 박사)
  -  일본어판 성우 : 오가타 겐이치
  -  한국어판 성우 : 황원
- 진
  -  일본어판 성우 : 호리 유키토시
  -  한국어판 성우 : 서윤선
- 워커 (보드카)
  -  일본어판 성우 : 타치키 후미히코
  -  한국어판 성우 : 시영준
- 베르무트
  -  일본어판 성우 : 코야마 마미
  -  한국어판 성우 : 양정화
- 키안티
  -  일본어판 성우 : 이노우에 키쿠코
  -  한국어판 성우 : 김현심
- 코른
  -  일본어판 성우 : 키노시타 히로유키
  -  한국어판 성우 : 최재호

#### 경시청소속 형사들
- 마츠모토 키요나가 (박종태 관리관)
  -  일본어판 성우 : 가토 세이조
  -  한국판 성우 : 한상혁
- 메구레 쥬죠 (골롬보 반장)
  -  일본어판 성우 : 챠후린
  -  한국어판 성우 : 조동희
- 시라토리 닌자부로 (백동훈 형사)
  -  일본어판 성우 : 이노우에 카즈히코
  -  한국어판 성우 : 서윤선
- 타카기 와타루 (신형선 형사)
  -  일본어판 성우 : 타카기 와타루
  -  한국어판 성우 : 김광국
- 사토 미와코 (오지인 형사)
  -  일본어판 성우 : 유야 아츠코
  -  한국어판 성우 : 한채언
- 치바 형사 (이명수 형사)
  -  일본어판 성우 : 치바 잇신
  -  한국어판 성우 : 김영찬
- 야마무라 미사오 (정영일 반장)
  -  일본어판 성우 : 후루카와 토시오
  -  한국어판 성우 : 홍범기
- 요코미조 산고 (천범수 반장)
  -  일본어판 성우 : 오오츠카 아키오
  -  한국어판 성우 : 정승욱
- 요코미조 쥬고 (천범기 반장)
  -  일본어판 성우 : 오오츠카 아키오
  -  한국어판 성우 : 정승욱
- 야마토 칸스케 (양만호 반장)
  -  일본어판 성우 : 타카다 유지
  -  한국어판 성우 : 현경수
- 우에하라 유이 (우하라 형사)
  -  일본어판 성우 : 코시미즈 아미
  -  한국어판 성우 : 김율

### 극장판 오리지널 인물들
- 아이리쉬

검은 조직의 단원 중 한 사람이다. 마츠모토 관리관을 납치한후 변장한다. 그리고 마츠모토 관리관으로 잠입하는 과정에서 코난의 정체가 신이치라는 것을 알게 된다. 그러나 토토타워에서 코난을 인질로 잡을 때 키안티에 의해 저격당한다.
일본어판은 미키모토 유지가 더빙을 맡았으며 한국어판에서는 송준석이 더빙했다
- 아야노코지 후미마루

다람쥐를 기르는 교토시 경찰청 경부로 극장판 7기 미궁의 십자로 이후 이번이 두 번째 출연이다. 잠시 나오는 역할이며 사건에 깊게 관여하지는 않는다.
- 미즈타니 고스케 (水谷浩介/ 한국명 : 민준태)

나나코와 사랑의 도피를 하여 아파트에서 동거하였으나 연인을 잃은 충격으로부터 회복하지 못하고 있으며 지금은 일을 하지 않고 있다. 광역연쇄살인범으로 지목 됐었다.
일본어판에서는 다이고가 더빙했으며 한국어판에서는 신용우가 더빙했다.
- 혼조 나나코 (本上なな子/ 한국명 : 송나나)

보육교사이며 가즈키의 여동생이다. 미즈타니의 연인이었으나 쿄토에서 2년전에 호텔 화재로 인하여 사망했다. 당시 나이가 23살이다.
일본어판에서는 오리카사 후미코가 더빙했으며 한국어판에서는 양정화가 더빙했다.
- 혼조 가즈키 (本上和樹/ 한국명 : 송현조)

공인회계사이며, 나나코의 오빠이다. 나나코와 사랑의 도피를 한 미즈타니를 좋게 생각하지 않는다. 그리고 고스케에게 모든 죄를 뒤집어 씌웠으나 마츠모토에 의해 기절되었다.
일본어판에서는 스가와라 마사시 (菅原正志)가 더빙했으며 한국어판에서는 방성준이 더빙했다.
- 사와무라 슌 (沢村俊)

대학원생으로 미즈타니와는 이웃 관계이며 코난에게 친절했다.
일본어판에서는 칸나 노부토시가 더빙하였다.
- 후카세 미노루 (深瀬稔 /한국명 : 우경석)

1년전에 진노 슈헤이를 찌른 사건을 일으켰으며 지금도 도주중에 있다. 그러나 쇼핑물에서 변장한 베르무트를 인질로 삼다가 형사들에 의해 검거되었다. 어깨를 다쳐서 오른 팔이 올라가지 않는다.
일본어판에서는 니시무라 도모히로 (西村朋紘)가 더빙했으며 한국어판에서는 최승훈이 더빙했다.
- 요시이 리사 (吉井リサ/ 한국명 : 조리사)

술집 종업원으로 후카세(우경석)의 연인이다. 우에하라 형사가 나가노에서 도쿄까지 미행한다.
일본어판에서는 미즈키 나나가 더빙하였다.
- 오기노 아야미 (荻野彩実/한국명 : 노채경)

사이타마 현경의 경부로 요코미조 산조가 사이타마 현경에 근무했을 때 같이 근무했던 후배이다. 수많은 사건에 관련되어 온 코난에 대해 관심을 나타낸다.
일본어판에서는 故 츠루 히로미 (鶴ひろみ)가 더빙하였으며, 한국어 더빙판에서는 김보영이 더빙을 맡았다.
한국어 더빙판에서는 노채경이라는 이름으로 나온다.
- 진노 슈헤이 (陣野修平)

도토 대학 이공학부 준교수이며, 도토 대학 원자력 연구소 부소장이다. 나이는 43세이다. 광역 연속 살인 사건 최초의 희생자이다. 사체 발견 현장은 나가노현이며, 살해되고 나서 범인이 팬던트를 가지고 사라진다.
- 가가 시즈코 (加賀志津子)

요정의 마담이며, 광역 연속 살인 사건의 두 번째 희생자이다. 나이는 45세이다. 사체 발견 현장은 가나가와현이며, 살해되고 나서 범인이 건착 (巾着)을 가지고 사라진다.
- 오카쿠라 마사아키 (岡倉政明/한국명:방정권)

국회의원 비서이며, 광역 연속 살인 사건의 세 번째 희생자이다. 나이는 32세이다. 사체 발견 현장은 도쿄도 네리마구이다. 살해되고 나서 범인이 부적 봉투를 들고 사라진다.
- 기타지마 아즈사 (北島梓)

IT 기업의 파견 사원이며 광역 연속 살인 사건의 네 번째 희생자이다. 나이는 31세이다. 사체 발견 현장은 가나가와현 요쿄하마 시이다. 살해되고 나서 범인이 컴팩트 케이스를 들고 사라진다.
- 자이즈 고조 (財津耕三)

오토바이 가게의 주인이며 광역 연속 살인 사건의 다섯번째 희생자이다. 나이는 61세이다. 사체 발견 현장은 시즈오카현 이즈시이다. 살해되고 나서 범인이 기타의 장식용품을 들고 사라진다.
- 다쓰자키 쓰토무 (竜崎努/한국명:유재기)

부동산 업자이며, 광역 연속 살인 사건의 여섯번째 희생자이다. 나이는 28세이다. 사체 발견 현장은 가나가와현 오다와라시이다. 살해되고 나서 범인이 마스코트 인형을 들고 사라진다.
일본어판에서는 우메즈 히데유키 (梅津秀行)가 더빙하였다.
- 신도 스미레 (新堂すみれ/한국명:신미래)

주로 추상화를 그리는 화가이며,나이는 34세이다. 하치오지에 아뜰리에가 있다. 연속 살인범에 대한 짐작이 있다며 경찰에 연락하지만, 다음날 가나가와현에서 일곱번째로 광역 연속 살인 사건의 희생자가 되어 발견된다. 살해되고 나서 범인이 붉은 그림도구를 가지고 사라졌다.
- 기타니 도모미 (木谷友美)

도토 타워의 접수처에서 근무한다.
일본어판에서는 키타무라 에리가 더빙하였다.
- 리포터

일본어판에서는 오쓰카 미즈에 (大塚瑞恵)가 더빙하였다.
- 경비원

일본어판에서는 야나기사와 에지 (柳沢栄治)가 더빙하였다.

## 주제가
- 쿠라키 마이 〈PUZZLE〉

- 명탐정 코난 더빙판 2기 주제가인 〈PUZZLE〉(원곡: 수수께끼)과는 다른 곡이다.
- 극장판 5기 주제가인 〈always〉(12기 엔딩 테마)와 달리 TV판 주제곡으로 쓰이지 않았다.

## 특징
- 검은 조직이 《천국으로의 카운트다운》편 이후 8년 만에 극장판에 등장한다. 검은 조직의 두 번째 극장판 출연이다.
- 일본에서는 이전 극장판 중에 흥행 수익이 가장 좋았던 《베이커가의 망령》편을 근소한 차이로 제치고 최다 흥행 수입인 약 35억 엔[1] 을 기록했다.
- 일본에서는 가수 BREAKERZ의 멤버 다이고가 더빙에 참여하였고, CM등에도 출연하였다.
- 이번 극장판에서는 처음으로 야마무라 미사오 (정영일 반장), 요코미조 산고 (천범수 반장) 등 각 도도부현경 인물들이 등장했다.
- 원래 형사였던 야마무라 미사오 (정영일 형사)가 이번 극장판에서부터 경부 (대한민국에서는 반장, 메구레 쥬죠 (골롬보 반장)과 같은 계급)로 승진 하였다. 이후 일본 원판 TV시리즈에서는 545화부터 경부 (반장)으로 승진하여 출연했다.[3]
- 모리 코고로 성우를 담당했던 카미야 아키라의 마지막 극장판 작품이었다. 다음편인 《천공의 난파선》편부터는 모리 코고로 담당 성우진이 TV시리즈 553화 이후 부터와 마찬가지로 고야마 리키야로 바뀐다.
- 대한민국에서 2번째로 정식 개봉한 극장판 코난이다.
- 대한민국에서는 일본상영 종료후 가장 빨리 개봉하는 극장판이었으며,[4] TV판 6기 ~ 8기를 연출한 최우석 PD의 첫 극장판 참여작품이다.
- 대한민국에서는 6기 DVD가 TMS 인터내셔널 버전이라 오프닝에서 뚝뚝 끊겼던 반면, 13기 DVD는 일본판과 동일한 버전으로, 부드럽게 재생할 수 있다.
- 한국어 더빙판의 경우 아름이를 담당하였던 여민정의 개인 사정으로 인해 TV판 7기와 《극장판 5기》도 마찬가지로 박리나가 아름이 역을 맡았다.
- 한국어 더빙판의 경우 배경이 한국으로 로컬라이징 된 작품임에도 불구하고, 여러 가지 지명이 일본 그대로 나온 점이 지적을 받기도 했다. 2010년에 개봉한 《천공의 난파선》편과도 동일하다. 실제로 칠흑의 추적자를 투니버스에서 방영한 한국어 버전으로 보면, 등장인물들의 이름은 유명한 탐정, 유미란 등 한국이름으로 번역되어 있는데, 지명은 가나가와현, 시즈오카, 도쿄, 오사카등 일본의 지명이 나오는 모순이 보인다.

## 제작진
- 소학관
- 요미우리 TV
- 니혼테레비
- ShoPro
- 토호
- 톰스 엔터테인먼트

### 원작 스태프
- 원작 - 아오야마 고쇼
- 감독 - 야마모토 야스이치로
- 각본 - 코우치 카즈나리
- 음악 - 오노 카츠오
- 제작 - TMS ENTERTAINMENT, LTD.

### 한국말 더빙 제작진

#### 사업팀
- 수입 - 투니버스 (주) 온미디어
- 배급 - 에이원 엔터테인먼트
- 총괄기획 - 장진원
- 기획 - 김대창
- 진행 - 박기원
- 판권/감수 - 정혜인
- 해외지원 - Mami Totsuka, 박진보
- 방송홍보제작 - 김지윤, 이종혁, 지혜천, 신경숙
- 방송홍보 - 김동현, 이종혁, 서주열, 이민순
- 온라인홍보 - 김은하, 이신혜, 정선모
- 온라인제작 - 김은미, 김현우, 이명호
- 방송광고지원 - 이재송, 강옥경
- 행정 - 문명미, 안정란
- 진행지원 - 이건철, 김현지
- 홍보/마케팅 - 루비키노
- 온라인마케팅 - (주) 웹스프레드

#### 녹음/연출
- 번역 - 강윤미
- 연출 - 최우석

#### 기술/제작
- 예고 편집 - 황경옥, 김완석 (시네프로덕션)
- Dialog Editor - 조일오 (CIC Media)
- Dialog Mixer - 박지혜, 이요셉 (CIC Media)
- Re-recording Mixer - 이성주, 전문성, 이창휘, 서문성 (Digital OnMedia)
- Optical Transfer - 박기영 (ZERON SOUND)
- DOLBY Consultant - 김재경 (Media Cube)
- Sound Master - 이승엽, 유문연 (Studio K)
- Sound Supervisor - 조일오

## 같이 보기
- 명탐정 코난의 영화 목록